# Helodes pulchella
Helodes pulchella är en skalbaggsart som beskrevs av Guer. Helodes pulchella ingår i släktet Helodes och familjen mjukbaggar. Inga underarter finns listade i Catalogue of Life.